# 马尔瑟诺
马尔瑟诺（法語：Marcenod，法語發音：[maʁsəno]）是法国卢瓦尔省的一个市镇，位于该省东南部，和罗讷省接壤，属于圣艾蒂安区。

## 地理
马尔瑟诺（45°34'19"N, 4°28'55"E）面积9 平方千米，位于法国奥弗涅-罗讷-阿尔卑斯大区卢瓦尔省，该省份为法国中南部省份，北起顺时针与索恩-卢瓦尔省、罗讷省、伊泽尔省、阿尔代什省、上盧瓦爾省、多姆山省和阿列省接壤。
与马尔瑟诺接壤的市镇（或旧市镇、城区）包括：沙特吕、格拉蒙、雅雷地区圣克里斯托、拉拉雅斯、雅雷地区圣罗曼。
马尔瑟诺的时区为UTC+01:00、UTC+02:00（夏令时）。

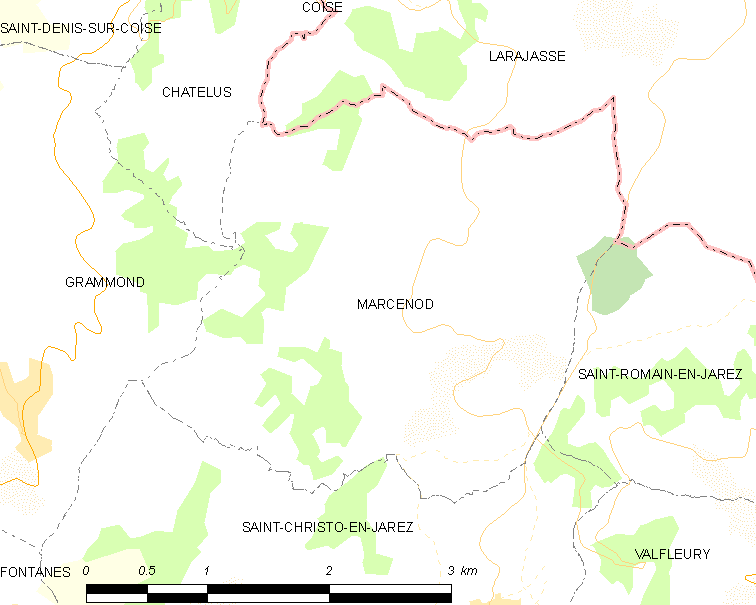
马尔瑟诺的OSM定位图

## 行政
马尔瑟诺的邮政编码为42140，INSEE市镇编码为42133。

## 政治
马尔瑟诺所属的省级选区为索尔比耶县。

## 交通
卢瓦尔省省道D65线经过马尔瑟诺境内。

## 人口

1962-2008年间马尔瑟诺人口变化图示

马尔瑟诺于2022年1月1日时的人口数量为680人。